# 该隐和亚伯 (丁托列托)
《该隐与亚伯》（意大利语： Caino e Abele ）是威尼斯画家丁托列托的一幅油画，绘制于1550-1553年，现藏于威尼斯学院美术馆。
这幅画描绘了创世纪中记载的人类第一起谋杀案。该隐和亚伯是两兄弟，是亚当和夏娃的儿子。长子该隐是农夫，亚伯是牧人。弟兄俩向上帝献祭，但上帝接受了亚伯所献的初生之物，不接受该隐所献的初熟果子。该隐心怀嫉妒，把亚伯叫到田里，将他杀害。 
丁托列托为圣三会堂画了四到五幅《创世记》主题的画作；其中两幅保存了下来，《该隐和亚伯》与《亚当与夏娃》，现在挂在在威尼斯学院提香的《圣母升天》的两侧。 